# کلیسای هاکوپ مقدس

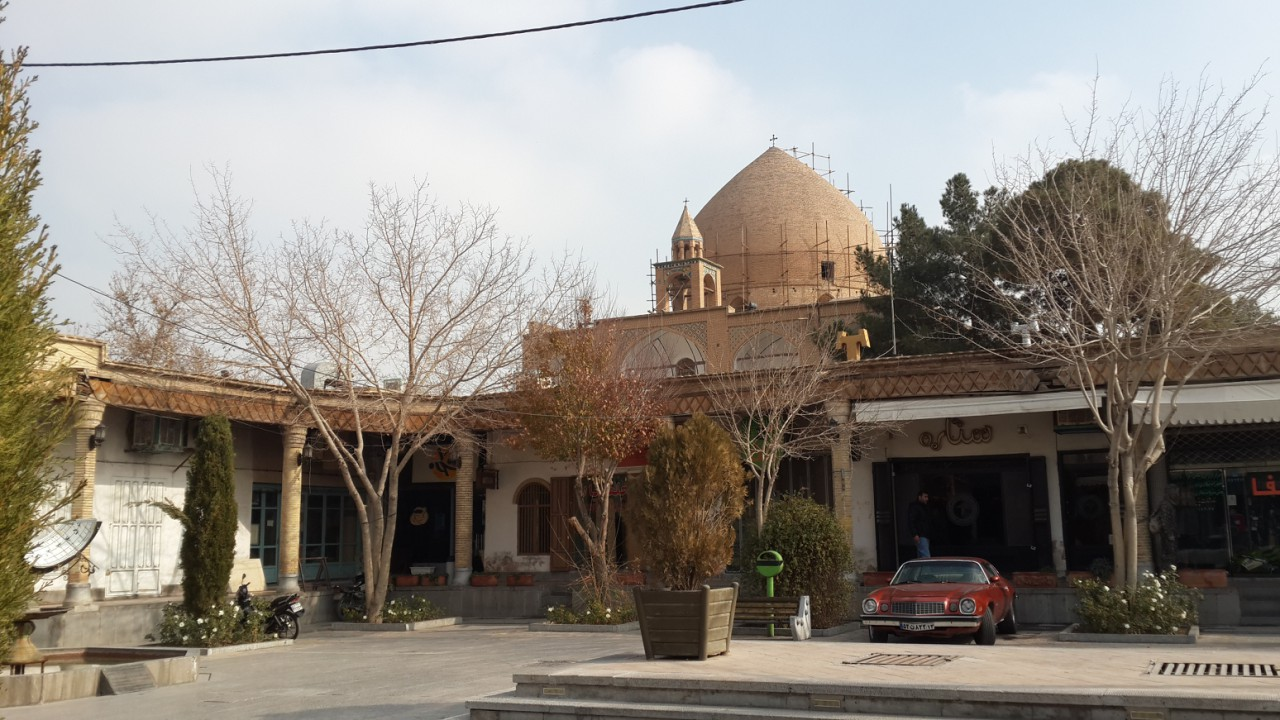
کلیسای تاریخی در اصفهان ۲۰۱۶

کلیسای هاکوپ مقدس:در محوطه کلیسای مریم مقدس قرار دارد دارای سالنی منفرد با محراب مستطیل شکل و سه گنبد کوچک است که گنبد میانی دارای گریل ۸ ضلعی است. دیوارهای کلیسا تا ارتفاع ۱٫۳۵ متر دارای تزئیناتی با کاشی لعاب دار هستند؛ که یادآور هنر معماری قرن ۱۷ میلادی ایران می‌باشد. بخش بالایی دیوار به سبک شرقی- اروپایی متمایل به سبک ایتالیایی می‌باشند.